# Ремонтантная земляника Любава
«Любава» — сорт ремонтантной земляники. Включён в Государственный реестр селекционных достижений.

## Биологическое описание
Ремонтантный, очень раннего срока созревания, универсального назначения использования.
Куст раскидистый, средний, хорошо облиственный. Усов образуется среднее количество, они средние с сильной антоциановой окраской.
Листья средние, слаборебристые, вогнутые, голые, зеленые, блестящие, слабоморщинистые, плотные. Прилистники красные, узкие, длинные. Зубчики листа прямые, широкие. Форма основания средней доли листа острая. Черешок средней доли листа длиннее боковых. Черешок листа средний, среднеопушенный.
Цветки обоеполые, средние, белые, нескрученные.
Цветоносы средние, густоопушенные, расположены на уровне листьев, средних размеров, тычинки ниже или на уровне пестиков.
Плоды ромбовидной формы, красные, блестящие, с шейкой, средней массой 5,5 г, максимальной — 20 г.
Вкус ягод кисло-сладкий с ароматом. Мякоть красная, сочная, плотная. Сахара 6,2 %, кислоты 0,9 %, витамина С 85 мг%.
Дегустационная оценка — 4,5 балла.
Средняя урожайность до 206 ц/га.
Зимостойкий, при −17° С без снега повредилось только 15 % рожков
Засухоустойчивость средняя, жаростойкость высокая. Слабо повреждался вредителями и слабо поражался болезнями.
Достоинства: адаптированный нейтральнодневный сорт с высокими вкусовыми качествами ягод.
Недостатки: средний размер ягод из-за большой нагрузки их на куст (120—160 шт.). При дефиците влаги в почве ягода мельчает.

## В культуре
См.: Ремонтантная земляника.